# Secusio strigata
Secusio strigata es una especie de polilla del género Secusio, subfamilia Arctiinae. Fue descrita por Francis Walker en 1854. Se encuentra en Etiopía, Kenia, Malaui, Somalia, Sudáfrica, Tanzania, Uganda, Yemen, Zambia e India.

## Subespecies
- Secusio strigata strigata (Kenia, Malaui, Sudáfrica, Uganda)
- Secusio strigata parvipuncta Hampson, 1891 (Kenia, Tanzania, Yemen, India)
- Secusio strigata yemenensis Wiltshire, 1983 (Yemen)